# Söderberg
Söderberg ist ein schwedischer Familienname.

## Namensträger

### Familienname
- Adèle Söderberg (1880–1916), schwedische Künstlerin
- Alissa Söderberg (* 1994), schwedische Leichtathletin
- Anders Söderberg (Rennrodler) (* 1971), schwedischer Rennrodler
- Anders Söderberg (Eishockeyspieler) (* 1975), schwedischer Eishockeyspieler
- Anna Söderberg (* 1973), schwedische Leichtathletin
- Arne Söderberg (1924–1989), schwedischer Musiker und Komponist
- Astrid Söderbergh Widding (* 1963), schwedische Filmwissenschaftlerin
- Betty Söderberg (1910–1993), dänische Schauspielerin
- Björn Söderberg (1958–1999), schwedischer Unterstützer der Arbeiterunion
- Carl Wilhelm Söderberg (1876–1955), schwedisch-norwegischer Ingenieur, entwickelte die nach ihm benannte Söderberg-Elektrode
- Carl Söderberg (* 1985), schwedischer Eishockeyspieler
- Curt Söderberg (1927–2010), schwedischer Hindernisläufer
- David Söderberg (* 1979), finnischer Hammerwerfer
- Elisabeth Söderberg (1912–1991), österreichisch-schwedische Malerin, Grafikerin und Schriftstellerin
- Eugénie Söderberg (1903–1973), schwedisch-US-amerikanische Journalistin, Autorin und Übersetzerin
- Freddy Söderberg (* 1984), schwedischer Fußballspieler
- Henry Söderberg (1916–1997), schwedischer Rechtsanwalt, Y.M.C.A-Delegierter für die Betreuung von Kriegsgefangenen im Deutschen Reich
- Hjalmar Söderberg (1869–1941), schwedischer Schriftsteller
- Isabelle Söderberg (* 1989), schwedische Radrennfahrerin
- Jan-Ulf Söderberg (* 1959), schwedischer Squashspieler
- Johan Söderberg (* 1962), schwedischer Drehbuchautor
- Johanna und Klara Söderberg, die Mitglieder des schwedischen Indie-Pop-Duos First Aid Kit
- Kjell Söderberg (1923–2011), schwedischer Sachbuchautor
- Lasse Söderberg (* 1931), schwedischer Dichter, Schriftsteller und Übersetzer
- Lennart Söderberg (1941–2022), schwedischer Fußball- und Eishockeyspieler und Fußballtrainer
- Noah Söderberg (* 2001), schwedischer Fußballspieler
- Thomas Söderberg (* 1948), schwedischer Bischof
- Tom Söderberg (Historiker) (1900–1999), schwedischer Historiker
- Tom Söderberg (Fußballspieler) (* 1987), schwedischer Fußballspieler
- Tommy Söderberg (* 1948), schwedischer Fußballtrainer
- Verner Söderberg (1872–1932), schwedischer Historiker und Journalist

### Kunstfigur
- Lena Söderberg (* 1951), schwedisches Playmate, bekannt als Testbild in der Computergrafik